# دوپیانه (ولادیچین خان)
دوپیانه (به صربی: Dupljane) یک منطقهٔ مسکونی در صربستان است که در ولادیچین خان واقع شده‌است. دوپیانه ۱۶۱ نفر جمعیت دارد.